# Bernardo Sayão
Bernardo Sayão é um município brasileiro do estado do Tocantins. Localiza-se a uma latitude 07º52'26" sul e a uma longitude 48º53'16" oeste, estando a uma altitude de 149 metros. Sua população estimada em 2010 era de 4 456 habitantes.
Possui uma área de 926,888 km².
Sua formação teve princípio após seu território ser nomeado distrito de Colméia pela lei estadual nº 9.182/1982. Com o crescimento da região, o distrito foi elevado à condição de município pela lei nº 10.395/1987. Seu nome é uma homenagem a Bernardo Sayão, engenheiro que foi responsável por diversas obras de expansão do centro-oeste brasileiro, incluindo as obras da construção de Brasília e da Rodovia Transbrasiliana. 

## História
O município de Bernardo Sayão teve sua origem no Projeto de Colonização Bernardo Sayão (PCBS), que fez parte de uma iniciativa do Governo de Goiás, na década de 1960, para ocupação planejada e controlada das terras do norte do estado, atualmente território do Tocantins. O governador à época, Mauro Borges, é considerado o seu fundador.
O projeto possuía 100 famílias assentadas em 1963, a maioria do sul do estado, com previsão de abrigar mais 300 nos anos seguintes. Em 1979, o assentamento já contava com mais de 850 parceleiros, como eram chamados aqueles que possuíam parcelas de terra no projeto. Nesse ano houve a entrega dos títulos de propriedade aos moradores, mas boa parte deles vendeu suas terras e partiu para outros lugares.
O povoado remanescente foi elevado a distrito de Colmeia em 1982. Cinco anos depois ocorreu a emancipação, no dia 30 de dezembro de 1987, mantendo o nome de Bernardo Sayão, que homenageava o engenheiro agrônomo e político Bernardo Sayão Carvalho Araújo, encarregado da construção do trecho norte da rodovia BR-153.

## Geografia
Bernardo Sayão é um município do interior do estado do Tocantins, região Norte do Brasil, com sede localizada nas coordenadas 7° 52' 6" S 48° 53' 56" O, na região geográfica intermediária de Araguaína e na região imediata de Colinas do Tocantins.
Na divisão de planejamento do estado, situa-se na região Meio Norte, macrorregião Norte, a uma distância de 334 km da capital, Palmas. Limita-se com os municípios de Arapoema, Pequizeiro, Juarina e Bandeirantes do Tocantins, bem como com o estado do Pará ao norte. O bioma predominante é o amazônico.

### Território
O território de Bernardo Sayão ocupa uma área de 924 km², com 2,21 km² urbanizados. É o 93º maior município do Tocantins e o 1 535º maior do país em extensão territorial. A sede fica a uma altitude média de 224 metros.

### População
A população de Bernardo Sayão é de 4 229 pessoas, segundo o o Censo 2022, o que posiciona o município como o 79º mais populoso do estado e o 4 563º mais populoso do Brasil. A estimativa populacional para 2024 foi de 4 316 pessoas.
A densidade demográfica em 2022 foi calculada em 4,58 habitantes por quilômetro quadrado, o que faz com que o município seja o 56º mais povoado do Tocantins e o 4 971º do Brasil.

## Economia
Os principais setores econômicos do município são a agropecuária e o de serviços. O PIB de Bernardo Sayão em 2021 foi de R$ 102 684 mil e o PIB per capita no mesmo ano foi calculado em R$ 23 132 – o 77º maior do estado e o 2 816º maior do Brasil.
Em 2022, o salário médio mensal foi de 1,9 salários mínimos e a proporção de pessoas ocupadas (459 trabalhadores) em relação à população total era de 10,85% (o 101º melhor índice no Tocantins e o 4 116º no país). Considerando domicílios com rendimentos mensais de até meio salário mínimo por pessoa, Bernardo Sayão tinha 42,1% da população nessas condições (o 92º maior do estado e o 2 463º do Brasil).
O Índice de Desenvolvimento Humano (IDH) de Bernardo Sayão é 0,638, conforme apurado em 2010 pelo Programa das Nações Unidas para o Desenvolvimento (PNUD).

### Agronegócio
Os principais produtos agrícolas do município são a soja, com produção em 2023 de 15 081 toneladas, e o milho (7 660 toneladas) , conforme apurado pelo IBGE. Na pecuária, destacam-se os rebanhos de bovinos, com 99 589 cabeças, aves (12 544 cabeças) e equinos (1 486 cabeças) no mesmo ano.
Em 2023 também houve produção relevante de leite de vaca (7,9 mil litros) e ovos de galinha (59 mil dúzias).

## Educação
A rede pública de Bernardo Sayão em 2023 contabilizava 628 matrículas, 53 professores e cinco escolas no ensino fundamental; e 188 matrículas, 21 docentes e uma escola no ensino médio. Em 2010, o município apresentou uma taxa de escolarização de 99,25% (para pessoas de 6 a 14 de anos de idade), o que é considerado o 57º melhor desempenho entre os municípios tocantinenses e o 2 336º melhor no país.
Em 2023, os alunos dos anos iniciais do Ensino Fundamental da rede pública tiveram nota de 4,6 no Índice de Desenvolvimento da Educação Básica (Ideb) – a 92ª melhor nota entre os municípios do estado e o 4 790º melhor desempenho entre as cidades brasileiras. No mesmo ano, os anos finais obtiveram a nota 4,1 no indicador –  a 102ª melhor nota entre no estado e a 4 281ª no país.

## Observações
Nota linguística: Segundo as normas ortográficas vigentes da língua portuguesa, este topônimo deve ser grafado como Bernardo Saião.